# Leonarda Cianciulli
Leonarda Cianculli (Montella, 1894. április 18. – Pozzuoli, 1970. október 15.) a „correggiói szappanfőző”, olasz sorozatgyilkos.
Az asszony baltával agyonvert három másik nőt, testüket megfőzte vagy szappant csinált belőlük. Mint kiderült, az asszony rendkívül babonás volt, s azt hitte, hogy a gyilkosságokkal megvédheti fiát, aki a fronton harcolt. Cianciullit, Olaszország egyik legbrutálisabb sorozatgyilkosát harminc év börtönre és további három év pszichiátriai kezelésre ítélték. 1970-ben halt meg az elmegyógyintézetben.